# 任泩
任泩（1794年4月9日—1838年6月16日），字讓川，別字𣶒甫，浙江紹興府蕭山縣人，清朝政治人物。

## 生平
嘉慶二十四年（1819年）己卯科浙江鄉試舉人，道光三年（1823年）癸未科二甲第四十六名進士。十六年（1836年）任德平縣知縣，十七年（1837年）任丁酉科山東鄉試同考官，十八年（1838年）卒於官。

## 家族
高祖任亶梴；曾祖任熤甲；祖父任坤；父任自壬。母田氏；繼母陳氏、王氏、史氏、張氏。